# Peleliu (île)
Pour les articles homonymes, voir Peleliu.
Peleliu ou Beliliou est l'île principale de l'État de Peleliu dans les Palaos. Elle est située au nord-est de Angaur et au sud-ouest de Koror.

## Toponymie
Le nom natif de l'État est Beliliou, composé de beluu (dont le sens peut aller de « terre » (par opposition à l’eau), à « pays », « lieu » ou « village ») et du diminutif en eou. Il est possible aussi d'y voir le mot blai signifiant « maison ». Le sens général du mot serait « terre sous le vent ».
Le nom poétique Odesangel désigne également l'île.

## Géographie

### Topographie
Peleliu a une surface totale de 13 km2. Il s'agit d'un atoll surélevé. L'île est bordée à l’est, au sud et à l'ouest par un récif proche de ses côtes. Au nord, un espace de transition, un estran, occupé par deux mangroves, donne sur le lagon.
Quelques élévations existent, à l'ouest de l'île, et portent les noms de Beach Ridge, Bloody Nose Ridge et Amangial Ridge. Le point culminant de l’État, le Rois Kar, se trouve au centre-ouest de l'île. Il atteint 75 m d'altitude. Il est suivi par le Roischemiangel, qui culmine à 62 m. Les autres collines notables sont : Five Brothers (60 m), Ngedechelabed (55 m), Rois Omleblochel (10 m) et Hill 80.
Les mangroves sont constituées en différents ensembles : le marais à mangrove septentrional (ouest, centre et est), le marais à mangrove oriental (est et ouest) et le marais à mangrove méridional (nord-est, est, et sud).
La presqu'île de Telkakl, au sud de Peleliu est maintenant reliée à l'île principale dans le cadre de la construction du port sud de Peleliu. À l'inverse, la péninsule Omidkill semble désormais détachée de l'île principale.

### Urbanisme
L'île est occupée par la capitale de l’État, Kloulklubed et d'autres zones habitées : Koska et Imelechol.
Selon la Constitution, les villages traditionnel de Peleliu sont Ngerdelolk, Ngesias, Ngerchol, Ngerkeukl et Teliu.

## Histoire

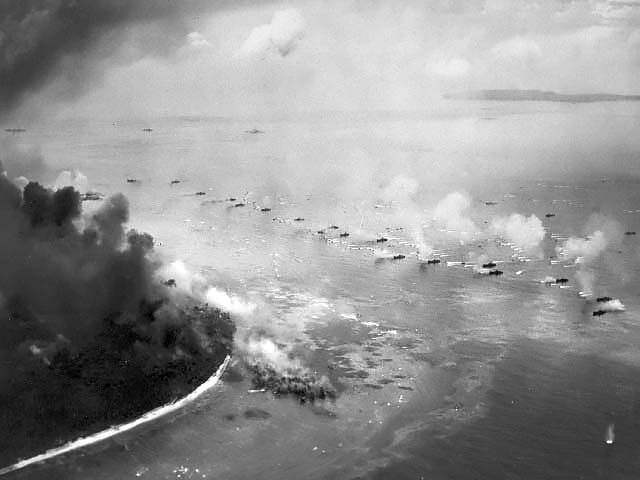
Débarquement des troupes américaines lors de la bataille de Peleliu en 1944.

L'île fut le site de la bataille de Peleliu durant la Seconde Guerre mondiale. Peleliu est considéré comme un mémorial tant pour les soldats américains que japonais. De nombreux soldats moururent sur les plages et dans les grottes de Peleliu.
Un grand nombre d'infrastructures militaires de cette époque, comme l'aérodrome, sont encore intactes et des épaves de navires coulés durant la bataille restent visibles tout près de la côte. Un navire de l'US Navy a été baptisé du nom de cette île en mémoire de cette bataille particulièrement âpre.

## Démographie
En 2004, sa population avoisinait les 700 personnes, plaçant l'État de Peleliu au troisième rang des États des Palaos. L'essentiel de la population vit dans le village de Kloulklubed.

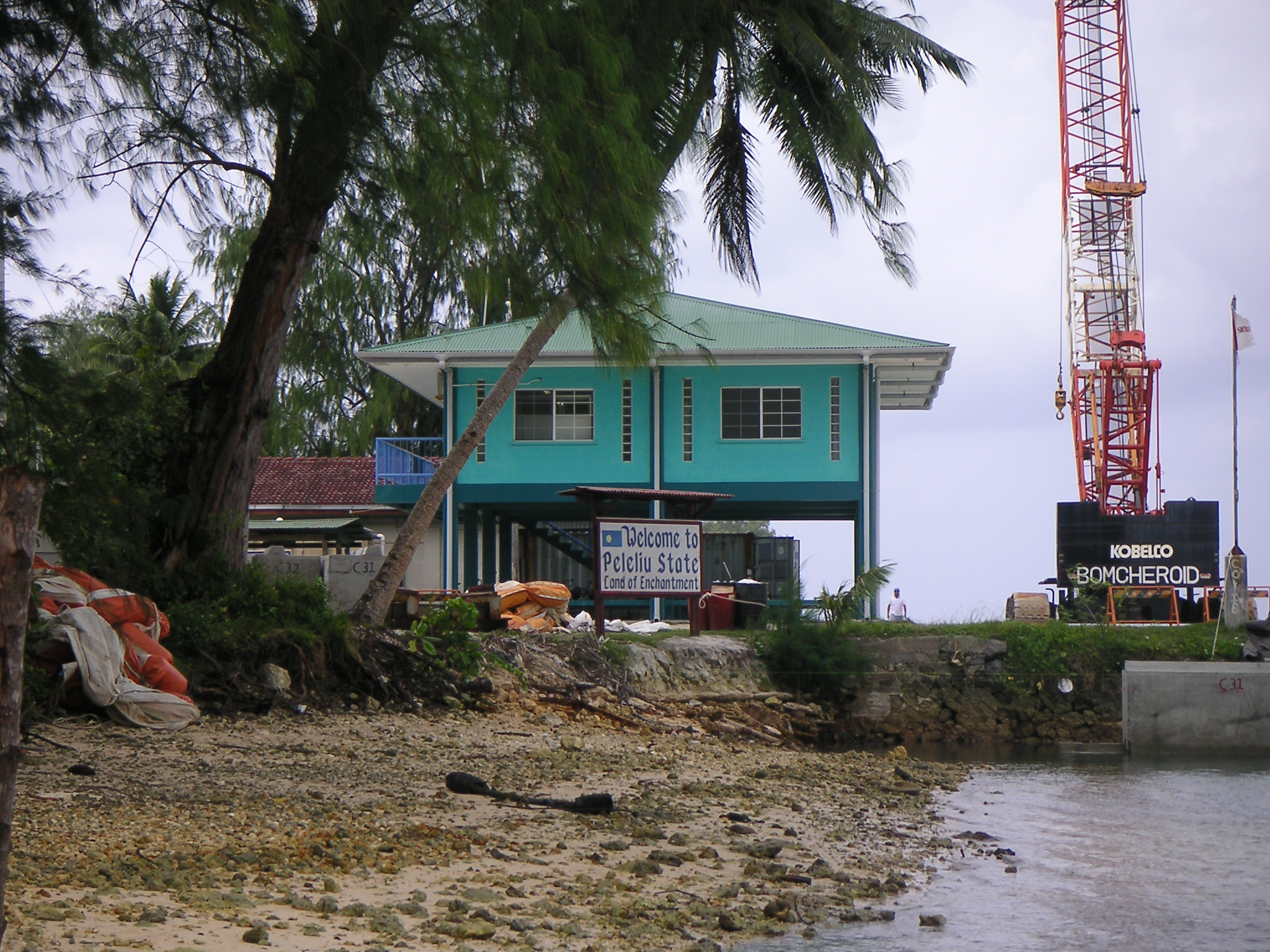
Dock nord de l'île de Peleliu.

## Culture
L'invasion de Peleliu durant la Seconde Guerre mondiale est le principal sujet du livre Brotherhood of Heroes : The Marines at Peleliu, 1944 écrit en 2005 par Bill Sloan. Elle est également décrite dans le livre With the Old Breed : At Peleliu and Okinawa de Eugene B. Sledge, ainsi que dans le livre de Jean Rollin, Peleliu , édité en 2016 chez POL. La bataille fait l'objet de trois des dix épisodes de la série The Pacific (2010), notamment tirée du récit d'Eugene B. Sledge. Le manga Peleliu: Guernica of Paradise (en), de Kazuyoshi Takeda, retrace la bataille pour l'île ainsi que la guérilla japonaise au travers du regard d'un soldat japonais.

## Sources